# Al Capone kehrt zurück
Al Capone kehrt zurück (Alternativtitel: Die Schande von Chicago; Originaltitel: The Scarface Mob) ist ein US-amerikanischer Kriminalfilm aus dem Jahr 1959. Der Film ist nicht zu verwechseln mit der Fernsehserie Die Unbestechlichen, welche den Original-DVD-Titel The Untouchables: The Scarface Mob trägt, ebenfalls im Jahr 1959 ausgestrahlt wurde und teils die gleiche Besetzung an Schauspielern hat.

## Handlung
Während der Gangsterboss Al Capone im Gefängnis eine Freiheitsstrafe wegen Steuerhinterziehung verbüßt, ist seine Organisation noch immer aktiv. Spezialagent Eliot Ness und seine unbestechlichen Verbündeten arbeiten unermüdlich an der Zerschlagung des kriminellen Imperiums, während Capones Nummer zwei, Frank Nitti, die Geschäfte des sogenannten Chicago Outfit leitet.

## Hintergrund
Am 20. April 1959 wurde der von Desilu Productions produzierte Film in den Vereinigten Staaten veröffentlicht und wurde für den Directors Guild of America Award für herausragende Regieleistung im Fernsehbereich nominiert.